# Русевіль
Русеві́ль (фр. Rouxeville) — колишній муніципалітет у Франції, у регіоні Нормандія, департамент Манш. Населення — 340 осіб (2011).
Муніципалітет був розташований на відстані близько 250 км на захід від Парижа, 45 км на захід від Кана, 11 км на схід від Сен-Ло.

## Історія
До 2015 року муніципалітет перебував у складі регіону Нижня Нормандія. Від 1 січня 2016 року належав до нового об'єднаного регіону Нормандія.
1 січня 2016 року Русевіль, Нотр-Дам-д'Ель, Прекорбен, Сен-Жан-де-Безан i Відувіль було об'єднано в новий муніципалітет Сен-Жан-д'Ель.

## Демографія
Динаміка населення (Insee ):
Розподіл населення за віком та статтю (2006):
| Стать | Всього | До 15 років | 15-24 | 25-44 | 45-64 | 65-85 | Понад 85 |
| --- | ------ | ----------- | ----- | ----- | ----- | ----- | -------- |
| Чоловіки | 148    | 28          | 20    | 48    | 36    | 16    | 0        |
| Жінки | 144    | 32          | 20    | 36    | 28    | 24    | 4        |
| \| Статево-вікова піраміда \| Статево-вікова піраміда \| Статево-вікова піраміда \| \| ----------------------- \| ----------------------- \| ----------------------- \| \| Чоловіки \| Вік \| Жінки \| \| 0 \| 85 + \| 4 \| \| 0 \| 80-84 \| 8 \| \| 0 \| 75-79 \| 0 \| \| 8 \| 70-74 \| 4 \| \| 8 \| 65-69 \| 12 \| \| 4 \| 60-64 \| 0 \| \| 4 \| 55-59 \| 4 \| \| 12 \| 50-54 \| 20 \| \| 16 \| 45-49 \| 4 \| \| 16 \| 40-44 \| 12 \| \| 12 \| 35-39 \| 4 \| \| 12 \| 30-34 \| 12 \| \| 8 \| 25-29 \| 8 \| \| 8 \| 20-24 \| 8 \| \| 12 \| 15-20 \| 12 \| \| 8 \| 10-14 \| 8 \| \| 12 \| 5-9 \| 8 \| \| 8 \| 0-4 \| 16 \| |        |             |       |       |       |       |          |
| Статево-вікова піраміда |        |             |       |       |       |       |          |
| Чоловіки | Вік    | Жінки       |       |       |       |       |          |
| 0 | 85 +   | 4           |       |       |       |       |          |
| 0 | 80-84  | 8           |       |       |       |       |          |
| 0 | 75-79  | 0           |       |       |       |       |          |
| 8 | 70-74  | 4           |       |       |       |       |          |
| 8 | 65-69  | 12          |       |       |       |       |          |
| 4 | 60-64  | 0           |       |       |       |       |          |
| 4 | 55-59  | 4           |       |       |       |       |          |
| 12 | 50-54  | 20          |       |       |       |       |          |
| 16 | 45-49  | 4           |       |       |       |       |          |
| 16 | 40-44  | 12          |       |       |       |       |          |
| 12 | 35-39  | 4           |       |       |       |       |          |
| 12 | 30-34  | 12          |       |       |       |       |          |
| 8 | 25-29  | 8           |       |       |       |       |          |
| 8 | 20-24  | 8           |       |       |       |       |          |
| 12 | 15-20  | 12          |       |       |       |       |          |
| 8 | 10-14  | 8           |       |       |       |       |          |
| 12 | 5-9    | 8           |       |       |       |       |          |
| 8 | 0-4    | 16          |       |       |       |       |          |

## Економіка
2010 року серед 223 осіб працездатного віку (15—64 років) 171 була активною, 52 — неактивними (показник активності 76,7%, у 1999 році було 69,3%). З 171 активної мешканців працювало 160 осіб (91 чоловік та 69 жінок), безробітними було 11 (3 чоловіки та 8 жінок). Серед 52 неактивних 10 осіб було учнями чи студентами, 23 — пенсіонерами, 19 були неактивними з інших причин.

У 2010 році в муніципалітеті числилось 121 оподатковане домогосподарство, у яких проживали 323,0 особи, медіана доходів виносила 16 157 євро на одного особоспоживача